# Domaine de Tsuruga

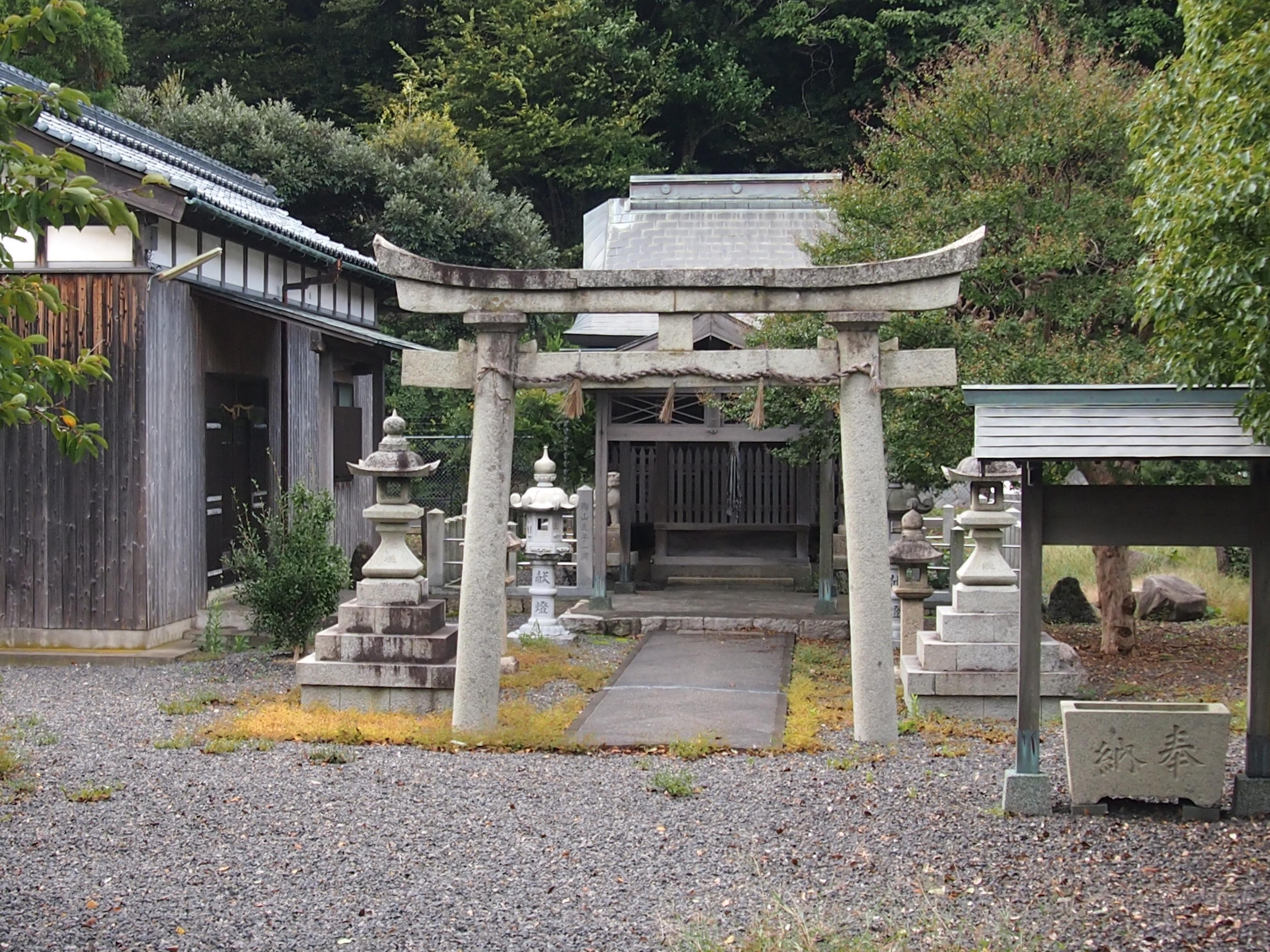
Le sanctuaire Mariyama, situé sur le site du jin'ya de Tsugura.

Le domaine de Tsuruga (敦賀藩, Tsuruga-han) est un fief féodal japonais de l'époque d'Edo situé dans la province d'Echizen (actuelle préfecture de Fukui). Il était dirigé à partir du jin'ya de Tsugura dans l'actuelle ville de Tsuruga. Il est également référé sous le nom de « domaine de Mariyama » (鞠山藩, Mariyama-han).

## Histoire
Le district de Tsuruga est un important port de la mer du Japon dans les temps anciens. Durant la période Sengoku, il passe sous le contrôle de Shibata Katsuie. Durant le règne de Toyotomi Hideyoshi, il est assigné en tant que fief à 500 000 koku à Hachiya Yoritaka et, après sa mort sans héritier en 1585, il est assigné à Ōtani Yoshitsugu. Cependant, après la bataille de Sekigahara en 1600, le vainqueur Tokugawa Ieyasu transforme toute la province d'Echizen en fief de 680 000 koku et l'assigne à son second fils Yūki Hideyasu. En 1615, durant le shogunat Tokugawa et sa politique de « Un pays, un château », le château de Tsugura est détruit. Par la suite, le fils de Yuki Hideyasu, Matsudaira Tadanao est démis de son fief pour incompétence, et le domaine de Fukui est grandement réduit en taille. La région de Tsuruga devient principalement divisée entre le territoire contrôlé par le clan Sakai du domaine d'Obama voisin et le territoire du tenryō contrôlé directement par le shogunat.
En 1682, le 2e daimyō du domaine d'Obama, Sakai Tadanao, laisse un testament indiquant qu'une portion de 10 000 koku du domaine d'Obama à Tsuruga sera transformée en domaine distinct pour son second fils, Sakai Tadashige. Cela marque le début du domaine de Tsuruga. Initialement, le domaine existe uniquement comme fief subsidiaire du domaine Obama et continue à être administré en tant que partie intégrante de ce domaine. Bien qu'un jin'ya ait été construit dans la région de Mariyama en 1687, seuls quelques officiels y résident — le daimyō de Tsuruoka travaille comme fonctionnaire au sein du gouvernement du shogun, et préfère rester à la résidence du domaine à Edo. Le quatrième daimyō de Tsuruga, Sakai Tadaka, commence à prendre des mesures pour affirmer l'indépendance du domaine par rapport au fief dominant à partir de 1759. Cent ans plus tard, le domaine reste toutefois économiquement dépendant d’Obama et le dixième daimyō, Sakai Tadamasa, propose sans succès qu'il soit réabsorbé dans Obama. En 1861, le kokudaka du domaine est augmenté de 1 060 koku avec la promotion de Sakai Tadamasa au rang de wakadoshiyori et au statut de « daimyō châtelain », mais ces promotions forcent le domaine à s'astreindre au système du sankin kōtai, et sa situation financière s'en retrouve en fait empirée. Pendant la guerre de Boshin, le domaine reste fidèle au domaine d'Obama et rejoint le côté impérial. Le dernier daimyō de Tsuruga, Sakai Tadatsune, sert comme gouverneur impérial sous le gouvernement de Meiji jusqu'à l'abolition du système han en 1871.

## Possessions à la fin de l'époque d'Edo
Comme la plupart des domaines japonais, Tsuruga est composé de plusieurs territoires discontinus dont la valeur kokudaka est basée sur une estimation périodique du potentiel agricole,.
- Province d'Echizen
  - 23 villages du district de Tsugura

- Province d'Ōmi
  - 13 villages du district de Takashima

## Liste des daimyōs
| #                            | Nom                        | Règne     | Titre de courtoisie     | Rang de cour            | Kokudaka             |
| ---------------------------- | -------------------------- | --------- | ----------------------- | ----------------------- | -------------------- |
| Clan Sakai (fudai) 1682-1871 |                            |           |                         |                         |                      |
| 1                            | Sakai Tadashige (酒井忠稠) | 1682-1706 | Ukyō-no-suke (右京亮)   | 5e inférieur (従五位下) | 10 000 koku          |
| 2                            | Sakai Tadagiku (酒井忠菊)  | 1706-1722 | Hida-no-kami (修理大夫) | 5e inférieur (従五位下) | 10 000 koku          |
| 3                            | Sakai Tadatake (酒井忠武)  | 1722-1731 | Ukyō-no-suke (右京亮)   | 5e inférieur (従五位下) | 10 000 koku          |
| 4                            | Sakai Tadaka (酒井忠香)    | 1731-1788 | Hida-no-kami (修理大夫) | 5e inférieur (従五位下) | 10 000 koku          |
| 5                            | Sakai Tadanobu (酒井忠言)  | 1788-1791 | Sagami-no-kami (相模守) | 5e inférieur (従五位下) | 10 000 koku          |
| 6                            | Sakai Tadae (酒井忠藎)     | 1791-1833 | Hida-no-kami (修理大夫) | 5e inférieur (従五位下) | 10 000 koku          |
| 7                            | Sakai Tadamasu (酒井忠毗)  | 1833-1867 | Ukyō-no-suke (右京亮)   | 5e inférieur (従五位下) | 10 000 → 11 060 koku |
| 8                            | Sakai Tadatsune (酒井忠経) | 1867-1871 | Ukyō-no-suke (右京亮)   | 5e inférieur (従五位下) | 11 060 koku          |